# Algerian
Algerian (literalmente "argelino" en inglés) es un tipo de letra de tipo serifada. El diseño de la tipografía es propiedad de Linotype, mientras que el nombre "Algerian" es una marca registrada de la International Typeface Corporation. Algerian viene de dos estilos: Algerian (regular) y Algerian Condensed (condensado).
En 1988 la Algerian normal fue creada para Scangraphic por Phillip Kelly en Letraset y la Algerian Condensed fue creada por el diseñador Alan Meeks para Linotype. Michael Hageman creó la minúscula en caja baja para FontMesa en 2005.
- Datos: Q2233383
- Multimedia: Algerian (typeface) / Q2233383